# Говори (Миргородський район)
Го́вори — село Миргородського району Полтавської області. Населення станом на 2001 рік становило 140 осіб. Входить до складу Білоцерківської сільської громади.

## Географія
Село Говори знаходиться на відстані до 1,5 км від сіл Андрущине, Малинщина та Рокита. По селу протікає пересихаючий струмок із загатами.
Віддаль до селища Велика Багачка — 36 км. Найближча залізнична станція Сагайдак — за 44 км.

## Історія
Село Говори виникло в другій половині XIX ст. як хутір Остапіської волості Хорольського повіту Полтавської губернії.
На карті 1869 року поселення було позначене як хутір Каменського.
Назва хутора походить від прізвища першого поселенця — Каменського.
У січні 1918 року в Говорах було розпочалась радянська окупація.
У 1926 році Говори входили до Остапівського району Лубенської округи.
У 1932–1933 роках внаслідок Голодомору, проведеного радянським урядом, у селі загинуло 9 мешканців.
З 14 вересня 1941 по 23 вересня 1943 року Говори були окуповані німецько-фашистськими військами.
Село входило до Рокитянської сільської ради Великобагачанського району.
13 жовтня 2016 року шляхом об'єднання Корнієнківської та Рокитянської сільських рад Великобагачанського району була утворена Рокитянська сільська об'єднана територіальна громада з адміністративним центром у с. Рокита.